# Paul Graener
Paul Graener   (Berlín, 11 de gener de 1872 - Salzburg, 13 de novembre de 1944) va ser un compositor, director d'orquestra i polític nazi alemany.

## Biografia
Paul Graener era fill d'un mestre d'aixa. El 1881 esdevingué corista del "Royal Cathedral Choir", i del 1884 al 1890 assistí al gimnàs Askanes de Berlín. El 1888 va rebre una plaça al Conservatori Veitschen; Allà va estudiar composició amb Albert Becker. Després dels seus primers compromisos com a director de banda a Stendal, i més tard a Bremerhaven, Königsberg i Berlín, va ser director musical al "Theatre Royal Haymarket" de Londres de 1898 a 1906, on també va ensenyar a l'Acadèmia de Música de Londres. Més tard va conservar l'ortografia internacional del seu nom (Graener). Abans de traslladar-se a Anglaterra es va casar amb Maria Elisabeth Hauschild (1872–1954); El matrimoni va tenir tres fills: Heinz (que va morir quan tenia 10 anys), Franz (1898–1918) i Klara (Claire; 1903–193?). Després d'una breu estada a Viena, on va treballar com a professor de composició al "New Vienna Conservatory", Paul Graener va ser director del Mozarteum de Salzburg de 1911 a 1913. Des de 1914 va viure com a compositor independent a Munic. El 1915/16 va ser director del teatre de la ciutat de Halle. Del 1920 al 1927 va ensenyar -succeint a Max Reger- com a professor de composició al Conservatori de Leipzig. El 1930, Graener es va convertir en director del Conservatori Stern de Berlín, succeint al difunt Alexander von Fielitz. El 1934 va assumir la direcció d'una classe magistral a la Universität der Künste Berlin.
Després de la mort de la seva filla Klara a principis de la dècada de 1930, va adoptar els seus fills. També va ser pare del pintor Paul Corazolla i del violoncel·lista i director Jan Corazolla. La seva mare, la cantant Margarete Corazolla (1902–2001), va ser durant un temps una de les residents de la colònia d'artistes de Berlín juntament amb la seva germana (?), la pianista Berti Corazolla.
Paul Graener era membre de la Lliga Nacional Socialista de Lluita per a la Cultura Alemanya des de 1930. En algunes composicions vocals es va apropiar de textos romàntics alemanys per a la propaganda nazi, p. B. 1932 una cançó de guerra de Theodor Storm i la Cançó del record (1807) de Friedrich Schlegel (amb la línia “El salvador no és lluny”). El febrer de 1933, Graener va provocar un enrenou quan ell i altres membres del "kampfbund" van interrompre un concert de Michael Jary. L'1 d'abril de 1933 es va unir al NSDAP (número de membre 1.597.250). El 1933 va assumir la direcció del departament de composició de la Cambra de Música del Reich. A partir de 1935 en fou vicepresident (després de la dimissió de Wilhelm Furtwängler) i alhora membre del Senat Cultural del Reich; El 1941 va renunciar a aquest càrrec i el va succeir Werner Egk. Graener va rebre nombrosos premis del règim nazi.
El 1944 el seu apartament de Berlín va ser destruït i es van perdre tots els manuscrits. Graener va viatjar amb la seva família via Wiesbaden, Munic, Viena i Metz fins a Salzburg, on va morir a l'hospital estatal als 72 anys.
El compositor Georg Gräner era el seu cosí.

## Llenguatge tonal i recepció
Sobretot, com a compositor de cançons, Graener segueix la tradició de Johannes Brahms, Hugo Wolf i Richard Strauss. Ocasionalment també utilitza un llenguatge musical àton (a les Galgenliedern de Morgenstern) o s'orienta cap a l'impressionisme (a l'òpera Don Juans letztes Abenteuer i l'obra orquestral Aus dem Reiche des Pan).
A la dècada de 1920, Graener va ser un compositor d'òpera àmpliament interpretat. Amb el seu torn al nacionalsocialisme, es va convertir en un dels compositors vius més interpretats a Alemanya a partir de 1933. Amb prou feines s'ha interpretat des de la seva mort i sovint es considera que la seva obra és epigonal. Les més conegudes actualment són les seves cançons de Morgenstern, que es poden trobar en diversos enregistraments històrics.
El segell musical cpo va publicar una sèrie de quatre CD de les seves obres orquestrals i un CD amb les obres completes per a trio per a piano.

## Honors
- 1922: Membre de l'Acadèmia de les Arts de Berlín
- 1925: Doctor honoris causa Universitat de Leipzig
- 1934: Beethoven-Preis
- 1942: Medalla Goethe per a l'Art i la Ciència

## Alumnes més coneguts de Paul Graener
- Stasys Šimkus (1887–1943)
- Józef Koffler (1896–1944)
- Albert Moeschinger (1897–1985)
- Norbert von Hannenheim (1898–1945)
- Hans Wolfgang Sachse (1899–1982)
- Jón Leifs (1899–1968)
- Ionel Perlea (1900–1970)
- Gerhard Maasz (1906–1984)